# Memòria de treball
La memòria de treball és un sistema cognitiu amb una capacitat limitada per contenir informació temporalment. La memòria de treball és important per al raonament i l'orientació de la presa de decisions i del comportament. La memòria de treball s'utilitza sovint com a sinònim la memòria a curt termini, però alguns teòrics consideren que les dues formes de memòria són diferents, assumint que la memòria de treball permet la manipulació d'informació emmagatzemada, mentre que la memòria a curt termini només fa referència a l'emmagatzematge d'informació a curt termini. La memòria de treball és un concepte teòric central en la psicologia cognitiva, la neuropsicologia i la neurociència.

## Història
El terme "memòria de treball" va ser creat per Miller, Galanter i Pribram, i va ser utilitzat a la dècada de 1960 en el context de teories que concebien la ment com un ordinador. El 1968, Atkinson i Shiffrin van utilitzar el terme per descriure el seu "magatzem a curt termini". El que actualment anomenem memòria de treball es coneixia anteriorment com a "magatzem a curt termini" o memòria a curt termini, memòria primària, memòria immediata, memòria operant i memòria provisional. La memòria a curt termini va ser definida com la capacitat de recordar informació durant un període breu (pocs segons). La majoria dels teòrics utilitzen avui el concepte de memòria de treball per substituir o incloure el concepte més antic de memòria a curt termini, emfatitzant la noció de manipular informació en lloc d'un simple manteniment.
El primer esment dels experiments sobre la base neural de la memòria de treball es pot remuntar a fa més de 100 anys, quan Hitzig i Ferrier van descriure els experiments d'ablació de l'escorça prefrontal (CPF); van arribar a la conclusió que el còrtex frontal era important per a processos cognitius més que no pas sensorials. El 1935 i el 1936, Carlyle Jacobsen i els seus col·legues van ser els primers a mostrar l'efecte perjudicial de l'ablació prefrontal sobre la resposta demorada.

## Teories
S'han proposat nombrosos models de funcionament de la memòria tant a nivell anatòmic com cognitiu. A continuació, es resumeixen els dos que han resultat més influents.

### El model de multicomponent

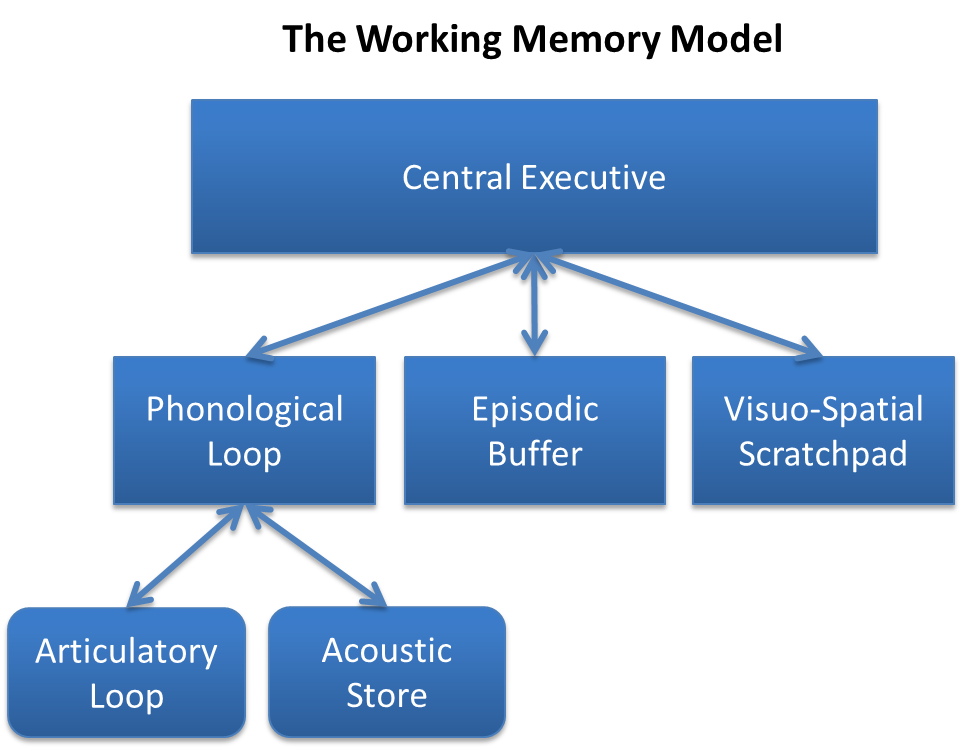
El model de memòria de treball de Baddeley i Hitch

El 1974, Baddeley i Hitch van introduir el model multicomponent de la memòria de treball. La teoria proposava un model que contenia tres components: l'executiu central, el bucle fonològic i el registre visuoespacial, amb l'executiu central funcionant com a centre de control, dirigint informació entre els components fonològics i visuoespacials. L'executiu central és responsable, entre d'altres, de dirigir l'atenció a informació rellevant, suprimir informació irrellevant i accions inapropiades, i coordinar els processos cognitius quan es realitzen simultàniament dues o més tasques. Un "executiu central" és el responsable de supervisar la integració de la informació i de coordinar els "sistemes esclaus" responsables del manteniment a curt termini de la informació. Un sistema esclau, el bucle fonològic, emmagatzema informació fonològica (és a dir, el so del llenguatge) i impedeix la seva decadència actualitzant-la contínuament en un bucle de repeticions. Pot, per exemple, mantenir un número de telèfon de set dígits repetint el número una vegada i una altra. L'altre sistema esclau, el registre visuoespacial, emmagatzema informació visual i espacial. Es pot utilitzar, per exemple, per construir i manipular imatges visuals i per representar mapes mentals. El registre visuoespacial es pot desglossar en un subsistema visual (quan es tracte de fenòmens com la forma, el color i la textura) i un subsistema espacial (quan es tracta de la ubicació).
El 2000, Baddeley va ampliar el model afegint un quart component, el buffer episòdic, que inclou representacions que integren informació fonològica, visual i espacial, i possiblement informació no coberta pels sistemes esclaus (per exemple, informació semàntica o informació musical). El buffer episòdic és també l'enllaç entre la memòria de treball i la memòria a llarg termini. El component és episòdic perquè s'assumeix que uneix informació en una representació episòdica unitària. El buffer episòdic s'assembla al concepte de Tulving de memòria episòdica, però difereix en el fet que el buffer episòdic és un magatzem temporal.

### Memòria de treball com a part de la memòria a llarg termini
Anders Ericsson i Walter Kintsch han introduït la noció de “memòria de treball a llarg termini”, que defineixen com un conjunt d'"estructures de recuperació" a la memòria a llarg termini que permeten un accés sense fissures a la informació rellevant per a tasques quotidianes. D'aquesta manera, parts de la memòria a llarg termini funcionen eficaçment com a memòria de treball. En una mateixa línia, Cowan no considera la memòria de treball com un sistema separat de la memòria a llarg termini. Les representacions a la memòria de treball són un subconjunt de representacions a la memòria a llarg termini. La memòria de treball s'organitza en dos nivells incrustats. El primer consisteix en representacions de memòria a llarg termini que s'activen. N'hi pot haver moltes, ja que teòricament no hi ha cap límit a l'activació de les representacions a la memòria a llarg termini. El segon nivell s'anomena focus d'atenció. Es considera que el focus té una capacitat limitada i manté fins a quatre de les representacions activades.
Oberauer ha ampliat el model de Cowan afegint un tercer component, un focus d'atenció més estret que només conté una part alhora. El focus d'un element està incrustat en el focus de quatre elements i serveix per seleccionar un sol fragment per processar-lo. Per exemple, es poden tenir en compte quatre dígits alhora al "focus d'atenció" de Cowan. Quan l'individu vol realitzar un procés sobre cadascun d'aquests dígits, per exemple, afegir el número dos a cada dígit, cal un processament separat per a cada dígit ja que la majoria de les persones no poden realitzar diversos processos matemàtics en paral·lel. El component d'atenció d'Oberauer selecciona un dels dígits per processar-lo i després desplaça el focus atencional al següent dígit, continuant fins que s'han processat tots els dígits.

## Capacitat
La memòria de treball és àmpliament coneguda per tenir una capacitat limitada. Una quantificació primerenca del límit de capacitat associat a la memòria a curt termini va ser el "màgic número set" suggerit per Miller el 1956. Va afirmar que la capacitat de processament de la informació dels adults joves se situa al voltant de set elements, que va anomenar "fragments", independentment de si els elements són dígits, lletres, paraules o altres unitats. Unes investigacions posteriors van revelar que aquest nombre depèn de la categoria de fragments utilitzats (per exemple, pot estar al voltant de set per als dígits, sis per a les lletres i cinc per a les paraules) i fins i tot de les característiques dels fragments de la categoria. Per exemple, el nombre és inferior per a paraules llargues que per a paraules curtes. En general, la memòria per als continguts verbals (dígits, lletres, paraules, etc.) depèn de la complexitat fonològica del contingut (és a dir, del nombre de fonemes o del nombre de síl·labes), i de l'estatus lèxic dels continguts (si els continguts són paraules conegudes per la persona o no). Diversos altres factors afecten la retenció mesurada d'una persona i, per tant, és difícil limitar la capacitat de memòria a curt termini o de treball a un nombre fragments. No obstant això, Cowan va proposar que la memòria de treball tenia una capacitat d'uns quatre fragments en adults joves (i menys en nens i adults grans).
Mentre que la majoria dels adults poden repetir uns set dígits en ordre correcte, algunes persones han demostrat ampliacions impressionants de la seva retenció, arribant fins a 80 dígits. Aquesta gesta és possible després una entrenament extensiu en una estratègia de codificació mitjançant la qual s'agrupen els dígits d'una llista (normalment en grups de tres a cinc) i aquests grups es codifiquen com una sola unitat (un fragment). Perquè això tingui èxit, els participants han de ser capaços de reconèixer els grups com una cadena de dígits coneguda. Una persona estudiada per Ericsson i els seus col·legues, per exemple, va utilitzar un ampli coneixement dels marques temporals en curses de la història dels esports en el procés de codificació de fragments: aleshores podia combinar diversos fragments d'aquest tipus en un fragment d'ordre superior, formant una jerarquia de fragments. D'aquesta manera, només havia de retenir alguns fragments del nivell més alt de la jerarquia a la memòria de treball i, per a la recuperació, els havia de "desembalar". És a dir, els fragments de la memòria de treball actuaven com a indicis de recuperació que apuntaven als dígits que contenien. Practicar habilitats de memòria com aquestes no amplia la capacitat de memòria de treball pròpiament: és la capacitat de transferir (i recuperar) informació de la memòria a llarg termini la que es millora, segons Ericsson i Kintsch (1995; vegeu també Gobet i Simon, 2000).

### Mesures i correlacions
La capacitat de memòria de treball es pot avaluar mitjançant diverses tasques. Una mesura que s'utilitza habitualment és un paradigma de doble tasca, que combina una mesura de retenció de memòria amb una tasca de processament simultània, de vegades anomenada “interval complex”. Daneman i Carpenter van inventar la primera versió d'aquest tipus de tasques, la "retenció de lectura", el 1980. Els subjectes van llegir diverses frases (normalment entre dues i sis) i van intentar recordar l'última paraula de cada frase. Al final de la llista de frases, repetien les paraules en el seu ordre correcte. Altres tasques que no tenen aquesta naturalesa de doble tasca també han demostrat ser bones mesures de la capacitat de memòria de treball. Mentre que Daneman i Carpenter creien que la combinació d' "emmagatzematge" (manteniment) i processament és necessària per mesurar la capacitat de la memòria de treball, sabem ara que la capacitat de memòria de treball es pot mesurar amb tasques de memòria a curt termini que no tenen un component addicional de processament. D'altra banda, la capacitat de memòria de treball també es pot mesurar amb certes tasques de processament que no impliquen el manteniment de la informació. La qüestió de quines característiques ha de tenir una tasca per qualificar-se com a bona mesura de la capacitat de memòria de treball és un tema de recerca en curs.
Les mesures de capacitat de memòria de treball estan fortament relacionades amb el rendiment en altres tasques cognitives complexes, com la comprensió de la lectura o la resolució de problemes, així com amb les mesures del coeficient intel·lectual.
Alguns investigadors han defensat que la capacitat de memòria de treball reflecteix l'eficiència de les funcions executives, sobretot la capacitat de mantenir diverses representacions rellevants per a les tasques davant la distracció d'informació irrellevant; i que aquestes tasques semblen reflectir diferències individuals en la capacitat d'enfocar i mantenir l'atenció, particularment quan altres esdeveniments pretenen captar l'atenció. Tant la memòria de treball com les funcions executives es localitzen generalment, encara que no exclusivament, en àrees cerebrals frontals.
Altres investigadors han defensat que la capacitat de memòria de treball es defineix millor com la capacitat de formar mentalment relacions entre elements o de comprendre relacions en la informació donada. Aquesta idea ha estat avançada, entre d'altres, per Graeme Halford, que ho va il·lustrar amb la nostra limitada capacitat d'entendre les interaccions estadístiques entre variables. Aquests autors van demanar a les persones que comparessin afirmacions escrites sobre les relacions entre diverses variables amb gràfics que il·lustressin la mateixa relació o una de diferent, com en la frase següent: "Si el pastís és de França, aleshores té més sucre si està fet amb xocolata que si està fet amb crema, però si el pastís és d'Itàlia, aleshores té més sucre si està fet amb crema que si està fet amb xocolata". Aquesta afirmació descriu una relació entre tres variables (país, ingredient i quantitat de sucre), que és el màxim que poden comprendre les persones. El límit de capacitat aparent aquí no és òbviament un límit de memòria (tota la informació rellevant es pot veure contínuament), sinó un límit de quantes relacions es discerneixen simultàniament.

### Estudis experimentals de capacitat de memòria de treball
Hi ha diverses hipòtesis sobre la naturalesa del límit de capacitat. Una d'elles és que es necessita un conjunt limitat de recursos cognitius per mantenir actives les representacions i, per tant, estar disponibles per al processament i per a dur a terme processos. Una altra hipòtesi és que les traces de la memòria de la memòria de treball decauen en pocs segons, a menys que s'actualitzi a través de repeticions, i com que la velocitat de repetició és limitada, només podem mantenir una quantitat limitada d'informació. Una altra idea és que les representacions que es mantenen en la memòria de treball s'interfereixen entre elles.

#### Teories de la decadència
El supòsit que el contingut de la memòria de treball o a curt termini decau amb el pas del temps, a menys que es pugui impedir la decaiguda amb la repetició, es remunta als primers dies de la investigació experimental sobre memòria a curt termini. També és una assumpció important en la teoria multi-component de la memòria de treball. La teoria més elaborada basada en la decadència de la memòria de treball fins ara és el "model de compartició de recursos basat en el temps". Aquesta teoria suposa que les representacions de la memòria de treball decauen a menys que siguin actualitzades. Actualitzar-les requereix un mecanisme atencional que també es necessita per a qualsevol tasca de processament simultani. Quan hi ha petits intervals de temps en què la tasca de processament no requereix atenció, aquest temps es pot utilitzar per actualitzar les traces de memòria. Per tant, la teoria preveu que la quantitat d'oblit depèn de la densitat temporal de les exigències atencionals de la tasca de processament; aquesta densitat s'anomena "càrrega cognitiva". La càrrega cognitiva depèn de dues variables: el ritme requerit per la tasca de processament per dur a terme passos individuals, i la durada de cada pas. Per exemple, si la tasca de processament consisteix a afegir dígits, aleshores haver d'afegir un altre dígit cada mig segon suposa una càrrega cognitiva més alta al sistema que haver d'afegir un altre dígit cada dos segons. En una sèrie d'experiments, Barrouillet i col·laboradors han demostrat que la capacitat per memoritzar llistes de lletres no depèn ni del nombre de passos a processar ni del temps total de processament, sinó de la càrrega cognitiva.

#### Teories de recursos
Les teories de recursos suposen que la capacitat de memòria de treball és un recurs limitat que s'ha de compartir entre totes les representacions que cal mantenir a la memòria de treball simultàniament. Alguns teòrics de recursos també assumeixen que el manteniment i el processament simultani comparteixen el mateix recurs; Això pot explicar per què el manteniment es veu afectat normalment per una demanda de processament simultània. Les teories de recursos han tingut un gran èxit en explicar dades de proves de memòria de treball per a funcions visuals senzilles, com colors o orientacions de barres. Un debat en curs és si el recurs és una quantitat contínua que es pot subdividir entre un nombre d'elements de la memòria de treball, o si consisteix en un nombre reduït de “ranures” discretes, cadascuna de les quals es pot assignar a un element de la memòria, de manera que només es pot mantenir a la memòria de treball un nombre limitat d'uns 3 elements.

#### Teories d'interferències
Els teòrics han debatut diverses formes d'interferències. Una de les idees més antigues és que els nous elements simplement substitueixen els més antics a la memòria de treball. Una altra forma d'interferència és la competència per la recuperació. Per exemple, quan la tasca és recordar una llista de 7 paraules en el seu ordre, hem de començar per recordar la primera paraula. Mentre s'intenta recuperar la primera paraula, la segona paraula, que està representada a la proximitat, també es recupera accidentalment i les dues competeixen per ser recordades. Els errors en les tasques de record en sèrie són sovint confusions d'elements veïns en una llista de memòria (anomenades transposicions), cosa que demostra que la competència de recuperació té un paper en limitar la nostra capacitat per recordar llistes en ordre, i probablement també en altres tasques de memòria de treball. Una tercera forma d'interferència és la distorsió de les representacions per superposició: quan s'afegeixen múltiples representacions una sobre l'altra, cadascuna d'elles es veu difuminada per la presència de totes les altres. Una quarta forma d'interferència assumida per alguns autors és la funció de la sobreescriptura. La idea és que cada paraula, dígit o un altre element de la memòria de treball estaria representat com un paquet de funcions i, quan dos ítems comparteixen algunes funcions, una d'elles roba les característiques de l'altre. Quants més elements estiguin a la memòria de treball i més funcions se superposin, més seran degradades per la pèrdua d'algunes funcions.

#### Limitacions
Cap d'aquestes hipòtesis pot explicar les dades experimentals completament. La hipòtesi dels recursos, per exemple, tenia l'objectiu d'explicar la compensació entre el manteniment i el processament: quanta més informació cal mantenir a la memòria de treball, més lentitud i més errors es produeixen als processos concurrents, i amb una demanda més elevada de memòria els processos concurrents pateixen més. Aquesta compensació ha estat investigada per tasques com la tasca de retenció de lectura descrita anteriorment. S'ha trobat que la quantitat de compensació depèn de la similitud entre la informació a recordar i la informació a processar. Per exemple, al recordar números mentre es processa informació espacial (o recordar informació espacial mentre es processen números), es deterioren els uns amb els altres molt menys que quan el material que ha de ser recordat i processat és del mateix tipus. A més, és més fàcil recordar paraules i processar dígits, o recordar dígits i processar paraules, que recordar i processar materials de la mateixa categoria. Aquestes troballes també són difícils d'explicar per a la hipòtesi de la decadència, perquè la decadència de les representacions de la memòria hauria de dependre només del temps que la tasca de processament retardi la recuperació o el record, i no del contingut de la tasca de processament. Un altre problema per a la hipòtesi de la decadència prové d'experiments en què el record d'una llista de lletres es retarda, ja sigui instruint als participants a recordar a un ritme més lent o a dir una paraula irrellevant una o tres vegades entre el record de cada lletra. El retard del record no tenia pràcticament cap efecte en la precisió del mateix. La teoria de la interferència sembla que resulta millor per explicar per què la similitud entre el contingut de la memòria i el contingut de les tasques de processament concurrents afecta sobre quant es deterioren. És més probable que es confonguin materials més semblants i es tradueix en una competència per a la recuperació.

## Desenvolupament
La capacitat de memòria de treball augmenta gradualment a la infància i disminueix gradualment a la vellesa.

### Infància
Les mesures de rendiment de les proves de memòria de treball augmenten contínuament entre la primera infància i l'adolescència, mentre que l'estructura de correlacions entre diferents proves continua essent constant. A partir del treball en la tradició neopiagetiana, els teòrics han defensat que el creixement de la capacitat de memòria de treball és un dels principals motors del desenvolupament cognitiu. Aquesta hipòtesi ha rebut un suport empíric substancial d'estudis que demostren que la capacitat de memòria de treball és un fort predictor de les capacitats cognitives en la infància. Una evidència especialment important del paper de la memòria de treball en el desenvolupament prové d'un estudi longitudinal que demostra que la capacitat de memòria de treball a una edat prediu la capacitat de raonament a una edat posterior. Els estudis de la tradició neopiagetiana s'han afegit a aquest marc analitzant la complexitat de les tasques cognitives en termes del nombre d'elements o relacions que s'han de considerar simultàniament per a una solució. A través d'una àmplia gamma de tasques, els nens gestionen versions de tasques amb el mateix grau de complexitat aproximadament a la mateixa edat, de manera que la capacitat de memòria de treball limita la complexitat que poden gestionar a una determinada edat. Tot i que els estudis de neurociència donen suport a la noció de que els nens depenen de l'escorça prefrontal per realitzar diverses tasques de memòria de treball, una metaanàlisi de IRMf comparant nens i adults en una d'aquestes tasques, revelà que en els nens hi ha una menor activació del còrtex prefrontal, mentre que les regions posteriors com el còrtex insular i el cerebel romanen intactes.

### Envelliment
La memòria de treball és una de les funcions cognitives més sensibles al declivi a la vellesa. S'han ofert diverses explicacions psicològiques per aquest descens. La primera és la teoria de la velocitat de processament de l'envelliment cognitiu de Tim Salthouse. A partir de la constatació de la desacceleració general dels processos cognitius a mesura que la gent envelleix, Salthouse argumenta que un processament més lent deixa més temps perquè els continguts de la memòria de treball decaiguin, reduint així la seva capacitat efectiva. Tanmateix, la disminució de la capacitat de memòria de treball no es pot atribuir totalment a la desacceleració, ja que durant la vellesa la capacitat disminueix més que no pas la velocitat. Una altra proposta és la hipòtesi d'inhibició avançada de Lynn Hasher i Rose Zacks. Aquesta teoria assumeix un dèficit general en la vellesa en la capacitat d'inhibir informació irrellevant o que ja no és rellevant. Per tant, la memòria de treball sol estar "contaminada" amb continguts irrellevants que redueixen la capacitat efectiva de contingut rellevant. L'assumpció d'un dèficit d'inhibició en la vellesa ha rebut molt suport empíric, però, fins ara, no és clar si la disminució de la capacitat inhibidora explica plenament la disminució de la capacitat de memòria de treball. West ha proposat una explicació a nivell neuronal de la disminució de la memòria de treball i altres funcions cognitives en la vellesa. Argumenta que la memòria de treball depèn en gran manera de l'escorça prefrontal, que es deteriora més que altres regions cerebrals a mesura que envellim. La disminució de la memòria de treball relacionada amb l'edat es pot revertir breument mitjançant l'estimulació transcranial de baixa intensitat, sincronitzant els ritmes de les zones del lòbul frontal bilateral i el lòbul temporal esquerre.

## Entrenament
Torkel Klingberg va ser el primer a investigar si l'entrenament intensiu de la memòria de treball té efectes beneficiosos sobre altres funcions cognitives. El seu estudi pioner va suggerir que la memòria de treball es pot millorar mitjançant l'entrenament de pacients amb TDAH amb programes informàtics. Aquest estudi va demostrar que un període d'entrenament de la memòria de treball augmenta una sèrie d'habilitats cognitives i augmenta les puntuacions de les proves de QI. Un altre estudi del mateix grup va demostrar que, després de l'entrenament, l'activitat cerebral mesurada relacionada amb la memòria de treball va augmentar a l'escorça prefrontal, una àrea que molts investigadors han associat a les funcions de la memòria de treball. Un altre estudi va demostrar que l'entrenament en memòria de treball augmenta la densitat de receptors de dopamina (específicament, els DRD1) als lòbuls prefrontal i parietal en les persones entrenades. No obstant això, el treball posterior amb el mateix programa d'entrenament no va poder replicar els efectes beneficiosos de l'entrenament sobre el rendiment cognitiu. Un resum metaanalític de la investigació amb el programa de formació de Klingberg fins al 2011 va demostrar que aquest entrenament té, en el millor dels casos, un efecte insignificant en proves d'intel·ligència i d'atenció
En un altre estudi influent, l'entrenament amb una tasca de memòria de treball (la tasca dual n-back) va millorar el rendiment d'un test d'intel·ligència fluida en adults joves sans. La millora de la intel·ligència fluida mitjançant l'entrenament amb la tasca n-back es va replicar el 2010, però dos estudis publicats el 2012 no van reproduir l'efecte. Les proves combinades d'uns 30 estudis experimentals sobre l'eficàcia de l'entrenament en memòria de treball han estat avaluades per diverses metaanàlisis. Els autors d'aquestes metaanàlisis difereixen al concloure si l'entrenament en memòria de treball millora o no la intel·ligència. Tot i això, aquestes metaanàlisis coincideixen en la seva estimació de la mida de l'efecte de l'entrenament en memòria de treball: si hi ha un efecte, és probable que sigui petit.

## Al cervell

### Mecanismes neuronals de manteniment de la informació
Els primers coneixements sobre la base neuronal i neurotransmissora de la memòria de treball provenien de la investigació amb animals. El treball de Jacobsen i Fulton a la dècada de 1930 va demostrar per primera vegada que les lesions al CPF deterioraven el rendiment de la memòria de treball espacial en micos. El treball posterior de Joaquin Fuster va registrar l'activitat elèctrica de les neurones del CPF dels micos mentre feien una tasca de relació demorada. En aquesta tasca, el mico veu com l'experimentador posa una mica de menjar sota una de dues tasses idèntiques. A continuació, s'abaixa un obturador durant un període variable, apartant les tasses de la vista del mico. Després, l'obturador s'obre i es permet al mico recuperar el menjar de sota les tasses. La recuperació amb èxit en el primer intent, cosa que l'animal és capaç d'aconseguir després d'alguns entrenaments en la tasca, requereix mantenir la localització del menjar a la memòria durant el període demorat. Fuster va trobar neurones al CPF que s'activaven majoritàriament durant el període de demora, cosa que va suggerir que estaven implicades en representar la ubicació dels aliments mentre no eren visibles. Investigacions posteriors han mostrat neurones actives en tasques similars també en el còrtex parietal posterior, el tàlem, el nucli caudat i el globus pàl·lid. El treball de Goldman-Rakic i d'altres va demostrar que el solc principal del CPF dorsolateral interconnecta amb totes aquestes regions cerebrals i que els microcircuits neuronals dins del CPF són capaços de mantenir informació a la memòria de treball mitjançant xarxes de glutamats excitants recurrents de cèl·lules piramidals que continuen activant-se durant tot el període de demora. Aquests circuits estan ajustats per la inhibició lateral de les interneurones GABAèrgiques. Els sistemes de neuromodulació activadora alteren notablement la funció de la memòria de treball al CPF; per exemple, massa (o massa poca) dopamina o noradrenalina afecta l'activació de xarxes del CPF i el rendiment de la memòria de treball.
La investigació descrita anteriorment sobre l'activació persistent de determinades neurones en el període de demora de les tasques de memòria de treball mostra que el cervell té un mecanisme per mantenir actives les representacions sense aportació externa. Mantenir les representacions actives, però, no és suficient si la tasca exigeix mantenir més d'un fragment d'informació. A més, s'han de vincular els components i les característiques de cada fragment per evitar que es barregin. Per exemple, si s'han de recordar alhora un triangle vermell i un quadrat verd, cal assegurar-se que “vermell” està lligat a “triangle” i “verd” està lligat a “quadrat”. Una forma d'establir aquest tipus d'enllaços és sincronitzant l'activació de les neurones que representen característiques del mateix fragment i dessincronitzar l'activació de les que representen diferents fragments. En l'exemple, les neurones que representen el color vermell s'activarien en sincronia amb les neurones que representen la forma triangular, però fora de sincronia amb les que representen la forma quadrada. Fins al moment, no hi ha proves directes que la memòria de treball utilitzi aquest mecanisme vinculant, i també s'han proposat altres mecanismes. S'ha especulat que l'activació sincrònica de neurones implicades en la memòria de treball oscil·la amb freqüències a la banda theta (4 a 8 Hz). De fet, la potència de la freqüència de theta a l'EEG augmenta amb la càrrega de memòria de treball, i les oscil·lacions a la banda de theta mesurades sobre diferents parts del crani es coordinen quan la persona intenta recordar la unió entre dos components de la informació.

### Localització al cervell
La localització de les funcions cerebrals en humans s'ha facilitat amb l'aparició de mètodes de neuroimatge (TEP i IRMf). Aquestes investigacions han confirmat que les àrees del CPF participen en funcions de memòria de treball. Durant els anys noranta, el debat s'ha centrat en les diferents funcions de les àrees ventrolaterals (és a dir, zones més inferiors) i dorsolaterals (superiors) del CPF. Un estudi amb lesions humanes proporcionà evidències addicionals del paper de l'escorça prefrontal dorsolateral en la memòria de treball. Una hipòtesi postula que les àrees dorsolaterals són responsables de la memòria de treball espacial i les àrees ventrolaterals de la memòria de treball no espacial. Una altra visió proposa una distinció funcional, argumentant que les àrees ventrolaterals estan implicades principalment en el manteniment pur de la informació, mentre que les àrees dorsolaterals estan més implicades en tasques que requereixen algun processament del material memoritzat. El debat no està del tot resolt, però la majoria de les evidències donen suport a la distinció funcional.
La imatge cerebral ha revelat que les funcions de memòria de treball no es limiten al CPF. Una revisió de nombrosos estudis mostra àrees d'activació durant les tasques de memòria de treball repartides per una gran part del còrtex. Les tasques espacials tendeixen a reclutar zones de l'hemisferi dret, mentre que les tasques que impliquen a la memòria de treball verbal i d'objectes recluten més zones de l'hemisferi esquerre. L'activació durant les tasques de memòria de treball verbal es pot desglossar en un component que reflecteix el manteniment, a l'escorça parietal posterior esquerra, i en un component que reflecteix la repetició subvocal, a l'escorça frontal esquerra (l'àrea de Broca, coneguda per estar implicada en la producció de la parla).
Hi ha un consens emergent que la majoria de les tasques de memòria de treball recluten una xarxa del CPF i àrees parietals. Un estudi ha demostrat que durant una tasca de memòria de treball la connectivitat entre aquestes àrees augmenta. Un altre estudi ha demostrat que aquestes àrees són necessàries per a la memòria de treball i no simplement s'activen accidentalment durant les tasques de memòria de treball, bloquejant-les temporalment mitjançant estimulació magnètica transcranial (EMT), produint així un pitjor rendiment en la realització de tasques.
Un debat actual tracta de la funció d'aquestes àrees cerebrals. S'ha trobat que el CPF està actiu en diverses tasques que requereixen funcions executives. Això ha portat a alguns investigadors a argumentar que el paper del CPF en la memòria de treball és el control de l'atenció, la selecció d'estratègies i la manipulació d'informació a la memòria de treball, però no pas el manteniment de la informació. La funció de manteniment s'atribueix a zones més posteriors del cervell, inclosa l'escorça parietal. Altres autors interpreten l'activitat de l'escorça parietal com un reflex de les funcions executives, ja que la mateixa àrea també s'activa en altres tasques que requereixen atenció, però no memòria.
Una metaanàlisi del 2003 de 60 estudis de neuroimatge va trobar que el còrtex frontal esquerre estava implicat en la memòria de treball verbal en tasques de baixa demanda, i còrtex frontal dret en la memòria de treball espacial. Les àrees de 6, 8 i 9 de Brodmann, al còrtex frontal superior, estaven implicades quan la memòria de treball s'havia d'actualitzar contínuament i quan s'havia de mantenir la memòria per ordre temporal. Les àrees de Brodmann dretes 10 i el 47, a l'escorça frontal ventral, estaven implicades amb més freqüència amb demandes de manipulació com ara requeriments de tasca doble o operacions mentals, i l'àrea de Brodmann 7, a l'escorça parietal posterior també estava implicada en tot tipus de funcions executives.
S'ha suggerit que la memòria de treball implica dos processos amb localitzacions neuroanatòmiques diferents als lòbuls frontal i parietal. En primer lloc, una operació de selecció que recupera l'element més rellevant i, en segon lloc, una operació d'actualització que canvia el focus d'atenció realitzat sobre ell. L'actualització del focus d'atenció s'ha trobat que implica l'activació transitòria en el solc frontal caudal superior i l'escorça parietal posterior, mentre que les demandes creixents de selecció canvien selectivament l'activació en el solc frontal superior rostral i el cingulat/precuneus posterior.
Articular la funció diferencial de les regions cerebrals implicades en la memòria de treball depèn de tasques capaces de distingir aquestes funcions. La majoria d'estudis d'imatge cerebral sobre la memòria de treball han utilitzat tasques de reconeixement, com el reconeixement demorat d'un o diversos estímuls o la tasca n-back, en què s'ha de comparar cada nou estímul d'una sèrie llarga amb el presentat n passos enrere de la sèrie. L'avantatge de les tasques de reconeixement és que requereixen un moviment mínim (només cal prémer una de dues tecles), facilitant la fixació del cap a l'escàner. Tot i això, la recerca i la investigació experimental sobre diferències individuals de la memòria de treball han utilitzat tasques de record (per exemple, la tasca de retenció de lectura, vegeu més avall). No és clar en quin grau les tasques de reconeixement i record reflecteixen els mateixos processos i les mateixes limitacions de capacitat.
S'han realitzat estudis d'imatge cerebral amb la tasca de retenció de lectura o tasques relacionades. Es va trobar una major activació durant aquestes tasques al CPF i, en diversos estudis, també al còrtex cingulat anterior (CCA). Les persones que rendien millor en la tasca mostraven un augment més gran d'activació en aquestes àrees i la seva activació correlacionava més amb el temps, cosa que suggeria que l'activitat neuronal en aquestes dues àrees es coordinava millor, possiblement a causa d'una connectivitat més forta.

### Models neuronals
Un mètode per modelar la neurofisiologia i el funcionament de la memòria de treball és la memòria de treball de còrtex prefrontal i ganglis basals. En aquest model, el còrtex prefrontal treballa conjuntament amb els ganglis basals per realitzar les tasques de memòria de treball. Molts estudis han demostrat que aquest és el cas. Es van utilitzar tècniques d'ablació en pacients que havien patit danys a l'escorça prefrontal i als ganglis basals a causa de convulsions. Els investigadors van trobar que aquest dany provocava una disminució de la capacitat per dur a terme la funció executiva de la memòria de treball. Investigacions addicionals realitzades sobre pacients amb alteracions cerebrals a causa de l'ús de metamfetamina van trobar que l'entrenament de la memòria de treball augmenta el volum dels ganglis basals.

### Efectes de l'estrès en neurofisiologia
La memòria de treball es veu deteriorada per l'estrès psicològic agut i crònic. Aquest fenomen va ser descobert per primera vegada en estudis amb animals per Arnsten i col·laboradors, que demostraren que l'alliberament de catecolamina produïda per l'estrès en el CPF disminuïa ràpidament l'activació neuronal del CPF i disminuïa el rendiment de la memòria de treball mitjançant vies de senyalització intracel·lulars avançades. L'exposició a l'estrès crònic comporta dèficits de memòria de treball més profunds i canvis arquitectònics addicionals en el CPF, inclosa l'atròfia dendrítica i la pèrdua de columna, que es pot prevenir mitjançant la inhibició de la senyalització de proteïna cinasa C. La investigació amb IRMf ha estès aquesta recerca a humans, i confirma que la reducció de memòria de treball causada per estrès agut es relaciona amb la reudcció de l'activació del CPF, i que l'estrès augmenta els nivells de catecolamines. Els estudis d'imatge amb estudiants de medicina que es van sotmetre a exàmens estressants també han demostrat una debilitat de la connectivitat funcional del CPF, fet coherent amb els estudis realitzats en animals. Els efectes marcats de l'estrès sobre l'estructura i la funció del CPF poden ajudar a explicar com l'estrès pot causar o agreujar una malaltia mental. Com més estrès en la pròpia vida, menys eficiència de la memòria de treball en la realització de tasques cognitives senzilles. Els estudiants que van realitzar exercicis que reduïen l'intrusisme de pensaments negatius van mostrar un augment de la seva capacitat de memòria de treball. Els estats d'ànim (positius o negatius) poden tenir una influència sobre el neurotransmissor dopamina, que al seu torn pot afectar la resolució de problemes.

### Efectes de l'alcohol en neurofisiologia
L'abús d'alcohol pot provocar danys cerebrals que deterioren la memòria de treball. L'alcohol té un efecte sobre la resposta depenent del nivell d'oxigen en sang (BOLD, de l'anglès blood-oxygen-level-dependent). La resposta BOLD correlaciona l'augment de l'oxigenació de la sang amb l'activitat cerebral, cosa que fa d'aquesta resposta una eina útil per mesurar l'activitat neuronal. La resposta BOLD afecta regions del cervell com els ganglis basals i el tàlem quan realitzen una tasca de memòria de treball. Els adolescents que comencen a beure a una edat jove mostren una disminució de la resposta BOLD en aquestes regions cerebrals. Les dones joves dependents de l'alcohol presenten una menor resposta BOLD en els còrtexs parietal i frontal quan realitzen una tasca de memòria de treball espacial. El consum excessiu d'alcohol, específicament, també pot afectar el rendiment en les tasques de memòria de treball, en particular la memòria visual de treball. A més, sembla haver-hi una diferència de gènere pel que fa a com l'alcohol afecta la memòria de treball. Si bé les dones funcionen millor en les tasques de memòria verbal després de consumir alcohol en comparació amb els homes, semblen fer-ho pitjor en les tasques de memòria de treball espacial, tal com indica la menor activitat cerebral observada en aquestes tasques. Finalment, l'edat sembla un factor addicional. Els adults de més edat són més susceptibles que els joves a l'efecte de l'alcohol sobre la memòria de treball.

## Genètica

### Genètica de la conducta
Les diferències individuals de la capacitat de memòria de treball són en certa manera heretables; en concret, aproximadament la meitat de la variació entre individus està relacionada amb diferències en els seus gens. El component genètic de la variabilitat de la capacitat de memòria de treball es comparteix en gran manera amb el de la intel·ligència fluida.

### Intents d'identificar gens individuals
Se sap poc sobre quins gens estan relacionats amb el funcionament de la memòria de treball. Dins del marc teòric del model multicomponent, s'ha proposat un gen candidat, anomenat ROBO1, per l'hipotètic component del bucle fonològic de la memòria de treball.

## Paper en el desenvolupament acadèmic
La capacitat de memòria de treball està correlacionada amb els resultats d'aprenentatge en alfabetització i en numeració. Les proves inicials d'aquesta relació provenen de la correlació entre la capacitat de memòria de treball i la comprensió lectora, tal com van observar per primera vegada per Daneman i Carpenter (1980) i es va confirmar en una revisió meta-analítica posterior de diversos estudis. En un treball posterior es va trobar que el rendiment de la memòria de treball en nens de primària va predir amb precisió el rendiment en la resolució de problemes matemàtics. Un estudi longitudinal va demostrar que la memòria de treball d'un nen de 5 anys és un millor predictor de l'èxit acadèmic que l'IQ.
En un estudi de cribatge a gran escala, un de cada deu nens d'escoles ordinàries tenia dèficits de memòria de treball. La majoria obtenien resultats molt pobres en èxits acadèmics, independentment del seu QI. Així mateix, als EUA, s'han identificat dèficits de memòria de treball en els currículums escolars amb notes baixes des dels set anys. Sense una intervenció adequada, aquests nens queden enrere dels seus companys. Un estudi recent sobre 37 nens en edat escolar amb trastorns d'aprenentatge significatius ha demostrat que la capacitat de memòria de treball, però no l'IQ, preveu els resultats d'aprenentatge dos anys després. Això suggereix que les deficiències de memòria de treball s'associen a baixos resultats d'aprenentatge i constitueixen un factor d'alt risc per al fracàs escolar. En nens amb trastorns d'aprenentatge com la dislèxia, el TDAH i el trastorn del desenvolupament de la coordinació, s'ha evidenciat un patró similar.

## Relació amb l'atenció
Hi ha algunes evidències que el rendiment òptim de la memòria de treball està vinculat a la capacitat neuronal de centrar l'atenció en informació rellevant per a la tasca i d'ignorar les distraccions, i que la millora relacionada amb l'entrenament en la memòria de treball es deu a l'augment d'aquestes habilitats. Una línia d'investigació suggereix un vincle entre les capacitats de memòria de treball d'una persona i la seva capacitat de controlar l'orientació de l'atenció als estímuls de l'entorn. Aquest control permet a les persones atendre informació important per als seus objectius actuals i ignorar els estímuls irrellevants, que tendeixen a captar l'atenció a causa de la seva prominència (com una sirena d'ambulància). La direcció de l'atenció segons els propis objectius s'assumeix que es basa en senyals "de dalt a baix" procedents de l'escorça prefrontal (CPF) que esbiaixen el processament de les àrees corticals posteriors. La captació de l'atenció per estímuls destacats se suposa impulsada per senyals “de baix a dalt” procedents d'estructures subcorticals i dels còrtexs sensorials primaris. La capacitat d'anul·lar la captació d'atenció "de baix a dalt" difereix entre els individus, i s'ha trobat que aquesta diferència es correlaciona amb el seu rendiment en un test de memòria de treball amb informació visual. Un altre estudi, però, no va trobar cap correlació entre la capacitat de substituir la captació atencional i les mesures de capacitat de memòria de treball més general.

## Relació amb trastorns neurològics
Normalment s'observa un deteriorament del funcionament de la memòria de treball en diversos trastorns neurològics:

### TDAH
Diversos autors han proposat que els símptomes del TDAH es podrien derivar d'un dèficit primari en un domini específic de funció executiva (FE) com la memòria de treball o la inhibició de la resposta, o d'una debilitat més general del control executiu. Una revisió metaanalítica cita diversos estudis que van trobar resultats grupals significativament inferiors per al TDAH en tasques de memòria de treball espacials i verbals, i en altres tasques de FE. No obstant això, els autors van concloure que els dèficits en FE no són necessaris ni suficients per provocar tots els casos de TDAH.
Diversos neurotransmissors, com la dopamina i el glutamat, podrien estar implicats tant en el TDAH com en la memòria de treball. Tots dos estan associats amb el cervell frontal, l'autodirecció i l'autoregulació, però no s'ha confirmat la causalitat, per la qual cosa no és clar si la disfunció de la memòria de treball comporta TDAH o si la distractibilitat del TDAH condueix a una mala funcionalitat de la memòria de treball, o si hi ha alguna altra connexió.

### Malaltia de Parkinson
Els pacients amb Parkinson presenten signes d'una funció verbal reduïda de la memòria de treball. Un estudi pretenia trobar si la reducció es deu a una manca de capacitat per centrar-se en tasques rellevants o a una quantitat baixa de memòria. Es van avaluar vint-i-un pacients amb Parkinson en comparació amb un grup de control de 28 participants de la mateixa edat. Els investigadors van trobar que ambdues hipòtesis eren raons per les quals es redueix la funció de memòria de treball.

### Alzheimer
A mesura que la malaltia d'Alzheimer s'agreuja, la memòria de treball empitjora. Un estudi que se centra en les connexions neuronals i la fluïdesa de la memòria de treball en els cervells de ratolins. La meitat dels ratolins reben una injecció similar als efectes de l'Alzheimer i l'altra meitat no. Aleshores, han de passar per un laberint, tasca on intervé la memòria de treball. L'estudi ajuda a respondre preguntes sobre com l'Alzheimer pot deteriorar la memòria de treball i en definitiva acabar amb les funcions mnèsiques.

### Malaltia de Huntington
Un grup d'investigadors va acollir un estudi que investigava la funció i la connectivitat de la memòria de treball durant un experiment longitudinal de 30 mesos. Es va trobar que hi havia certs llocs al cervell on la majoria de connectivitat es veia disminuïda en pacients que acabarien desenvolupant la malaltia de Huntington, en comparació amb el grup de control que continuaria sent funcional.